# Les Rois du monde
Pour le film sorti en 2015, voir Les Rois du monde (film).
Singles de
Aimer
(2000) Vérone
(2000)
Les Rois du monde est une chanson chantée par Philippe d'Avilla, Damien Sargue et Grégori Baquet. C'est le second single de la comédie musicale Roméo et Juliette, de la haine à l'amour et la quatrième piste de l'album du même nom. Sorti en juillet 2000, la chanson a connu un grand succès en France et en Belgique, où elle est restée plusieurs mois en tête des classements musicaux.

## Paroles et musique
Les paroles et la musique de la chanson ont été écrites et composée par Gérard Presgurvic. Le titre est produit par Daniel Moyne.
Les chanteurs sont Philippe d'Avilla, Damien Sargue et Grégori Baquet qui interprètent respectivement les rôles de Mercutio, Roméo et Benvolio dans la comédie musicale. Lors du spectacle, c'est la septième chanson à être jouée.

## Accueil
En France, le single entre en 30e position dans le Top 50, la semaine du 17 juillet 2000. La semaine suivante, la chanson atteint la douzième place du classement des ventes de singles avant d'entrer dans le Top 10. À partir du 14 août 2000, le titre prend la première place des charts français. Elle reste pendant 17 semaines (non-consécutives) à cette place. Au début de l'année 2001, le single perd sa première position. La chanson va peu à peu perdre des places avant de sortir du Top 100 des ventes de single la semaine du 30 avril 2001. Le titre passe au total 39 semaines dans le Top single français. Certifié disque de diamant par le SNEP, la chanson s'est vendue à environ 1 500 000 copies et est le 13e single le mieux vendu de tous les temps en France, selon le site Infodisc. C'est également le troisième titre qui est resté le plus longtemps numéro 1 des ventes, derrière Mambo No. 5 et Belle.
En Belgique francophone, le titre entre dans l'Ultratop 40 au 27e rang la semaine du 12 août 2000. Il arrive dans le top 10 la semaine suivante. Deux semaines plus tard, il est numéro 1. Il conserve sa première place pendant 14 semaines consécutives. Au total, le single reste 22 semaines dans le top 10 et 32 dans le top 40. Comme en France, la chanson est le second single le plus vendu de l'année 2000, derrière Ces soirées-là de Yannick, qui est néanmoins resté moins longtemps en tête de l'Ultratop 40.
En Suisse, la chanson se classe 23 semaines dans le hit parade, du 24 septembre 2000 au 25 mars 2001. Elle a atteint la 9e position sa quatrième semaine. Le single est aussi sorti aux Pays-Bas, mais en juillet 2001. Il est resté quatre semaines dans le Dutch Top 40, dans le bas du classement.

## Anecdote
En 2001, des enseignants du Canton de Fribourg (Suisse) se sont vu interdire par les autorités cantonales de faire interpréter cette chanson à leurs élèves, en raison des paroles jugées « immorales ».

## Postérité
En 2001, Les Rois du monde remporte le NRJ Music Awards de la « chanson francophone de l'année ».
La chanson est reprise par Marc Lavoine, MC Solaar, Pierre Palmade et Dany Brillant pour Les Restos du Cœur. Elle apparaît en sixième position dans l'album La Foire aux Enfoirés, sorti en février 2003.
- 2009 : Incognito d'Éric Lavaine (bande originale)
- 2011 : Ma part du gâteau de Cédric Klapisch (bande originale)

(source : génériques)

## Liste des pistes
CD single
- Les Rois du monde — 3:26
- Un Jour par Damien Sargue et Cécilia Cara — 3:44

## Versions internationales
- Andrew Bevis, Matt Dempsey et Rachid Sabitri  - Kings of the World (anglais)
- Ángelo Saláis,  Luis Carlos Villarreal et Pedroluiz Ibarra - Los reyes del mundo (espagnol / Mexique)
- Lukas Perman, Mathias Edenborn et Rasmus Borkowski - Herrscher der Welt (allemand / Autriche)
- Davy Gilles, Mark Tijsmans et Dieter Verhaegen - De Koningen (néerlandais)
- Attila Dolhai, Zoltán Bereczki et Árpád-Zsolt Mészáros - Lehetsz király (hongrois)
- Andrey Alexandrin, Sergey Li et Stanislav Belyayev - Короли ночной Вероны (russe)
- Shirota Yu, Kenji Urai et Kazuaki Ishii - 世界の王 (japonais)
- Davide Merlini, Riccardo Maccaferri et Luca Giacomelli Ferrarini - I re del mondo (italien)
- Kim Seung-dae, Park Eun-tae et Lee Geon-myeong - 세상의 왕들 (coréen)

### Note
- (en) Cet article est partiellement ou en totalité issu de l’article de Wikipédia en anglais intitulé « Les Rois du monde » (voir la liste des auteurs).